# カトリック諫早教会
カトリック諫早教会（カトリックいさはやきょうかい）は、長崎県諫早市にある、キリスト教（カトリック）の聖堂。

## 解説
諫早駅東口から徒歩10分ほど東に行った場所にある。
敷地に隣接して純心聖母会が運営する諫早純心幼稚園がある。

## ミサの時間

### 主日ミサ
- 土曜日　19:00～
- 日曜日　9:00～

### 週日ミサ
- 月・水・金・土　6:00～
- 木曜日　19:00～
- 初金ミサ　10:00～（教会の行事等で変更する場合あり）
  - 2024年度からは火曜日はミサはなし（愛野集会所にてミサが捧げられるため）

## 沿革[1]
当小教区は1932年2月14日創立。最初の聖堂は鉄川与助の設計である。現在の聖堂は1983年12月9日に改築され、献堂された。